# Michałówka (rejon czortkowski)
Michałówka – wieś na Ukrainie w rejonie czortkowskim należącym do obwodu tarnopolskiego. 
W II Rzeczypospolitej wieś w powiecie borszczowskim województwa tarnopolskiego.
W latach 1943-1944 nacjonaliści ukraińscy z OUN-UPA zamordowali tutaj 9 Polaków.